# История Нью-Йорка (Ирвинг)
«История Нью-Йорка от сотворения мира до конца голландской династии, рассказанная Дидрихом Никербокером» (англ. Humorous history of New York from the Beginning of the World to the End of the Dutch Dynasty, by Diedrich Knickerbocker) — сатирическое произведение американского писателя Вашингтона Ирвинга, впервые опубликованное в 1809 году и впоследствии подвергавшееся переработке.

## Содержание
Книга представляет собой ироничный рассказ об истории голландской колонии Новый Амстердам. Автор в пародийном ключе раскрывает романтические представления об историческом процессе, постоянно делает отсылки к политической жизни современных ему США.

## Публикация
Чтобы приписать «Историю Нью-Йорка» другому автору, Вашингтон Ирвинг прибег к мистификации. Осенью 1809 года он опубликовал в газете «Ивнинг пост» объявление об исчезновении «маленького пожилого джентльмена в старом чёрном кафтане и треуголке по имени Никербокер», а позже — сообщение от имени хозяина гостиницы «Колумбия», где этот человек якобы останавливался в последний раз и оставил свои вещи. Хозяин гостиницы заявлял, что, если постоялец не объявится к определённому сроку, он будет вынужден для покрытия расходов продать «весьма любопытную рукописную книгу», оставленную Никербокером. В декабре того же года была издана «История Нью-Йорка», подписанная этим именем.
Последующие 40 лет Ирвинг переиздавал эту книгу, всякий раз перерабатывая текст. Литературоведы отмечают, что он старался смягчать наиболее острые места.

## Восприятие
«История Нью-Йорка» имела успех у читателей и критиков. Она много раз переиздавалась в США, в 1820 году была опубликована в Лондоне, переводилась на немецкий (1825), французский и шведский (1827) языки. Книгу высоко оценили Вальтер Скотт, Сэмюэл Кольридж, Чарльз Диккенс.
У Ирвинга появились подражатели. Например, в 1824 году появилась история Ньюарка, приписываемая «Дидриху Никербокеру-младшему». В целом «История Нью-Йорка» повысила популярность мистификаций с якобы обретёнными рукописями. В связи с этим Джеймс Фенимор Купер предварил один из своих романов вступлением, в котором «торжественно заявляет», что рукопись книги не попадала к нему при странных обстоятельствах, в том числе не была вручена хозяином гостиницы, которому осталась от постояльца.